# Frattini-részcsoport
A csoportelméletben Frattini-részcsoport a neve egy csoport maximális részcsoportjai metszetének. A {\displaystyle G} csoport Frattini-részcsoportját hagyományosan {\displaystyle \Phi (G)}-vel jelöljük. Ezt a részcsoportot Giovanni Frattini olasz matematikus definiálta először 1885-ben egy a témával foglalkozó cikkben. A kommutatív gyűrűk Jacobson-radikáljának analógja.

## Definíció
Egy {\displaystyle G} csoport {\displaystyle M} valódi részcsoportját maximális részcsoportnak nevezzük, ha nincs {\displaystyle G}-ben olyan {\displaystyle L} részcsoport, hogy {\displaystyle M<L<G}. Jelölje {\displaystyle \Phi (G)} az összes {\displaystyle M_{i}} maximális részcsoport {\displaystyle \bigcap M_{i}} metszetét. Akkor {\displaystyle \Phi (G)}, mint részcsoportok metszete, maga is részcsoport, és ezt nevezzük {\displaystyle G} Frattini-részcsoportjának.

## Példák
{\displaystyle Z_{49}}-nek, a 49 elemű ciklikus csoportnak a hetedrendű elemek által generált {\displaystyle Z_{7}} csoport a Frattini-részcsoportja, hiszen ebben a csoportban csak ez az egy maximális részcsoport van.
A Klein-csoportban három maximális részcsoport van; ezek mindhárman kételeműek, és így metszetük csak a triviális csoport lehet. A Klein-csoport Frattini-részcsoportja tehát az egyelemű csoport.
Az egész számok additív csoportjában tetszőleges {\displaystyle p} prímszámra maximális részcsoportot alkotnak {\displaystyle p} többszörösei. Ezek metszete egyelemű (csak a 0-t tartalmazza), így ennek a csoportnak is triviális a Frattini-részcsoportja.

## Tulajdonságai
Mivel az automorfizmusok a maximális részcsoportokat maximális részcsoportokba viszik, a Frattini-részcsoportot magát helyben hagyják, és így {\displaystyle \Phi (G)} karakterisztikus részcsoportja {\displaystyle G}-nek, és így persze {\displaystyle \Phi (G)} normálosztó is.
Ha {\displaystyle G} véges, akkor {\displaystyle \Phi (G)} nilpotens csoport.
A {\displaystyle G} véges p-csoport Frattini-csoportja megkapható a p-edik hatványok részcsoportjának és a kommutátor-részcsoportnak a komplexusszorzataként.
Ha egy véges csoport Frattini-részcsoportja triviális, akkor a csoport centrumának az indexe legfeljebb akkora, mint a kommutátor-részcsoport rendjének a négyzete.
Nyitott kérdés, hogy két csoport direkt szorzatának Frattini-részcsoportja megegyezik-e a Frattini-részcsoportjaik direkt szorzatával.

## Nemgenerátorok
A {\displaystyle G} csoport {\displaystyle S} részhalmaza generátorhalmaz, ha {\displaystyle G} minden eleme előáll {\displaystyle S} elemeinek és azok inverzeinek véges szorzataként. Valamely {\displaystyle x} elemet nemgenerátornak hívunk, ha minden {\displaystyle x}-et tartalmazó {\displaystyle S} generátorhalmaz az {\displaystyle x} elem nélkül is generálja a csoportot. Az egységelem például minden csoportban nemgenerátor. Egy csoport nemgenerátorai maguk is csoportot alkotnak, és ez a csoport éppen a Frattini-részcsoport.